# والدان

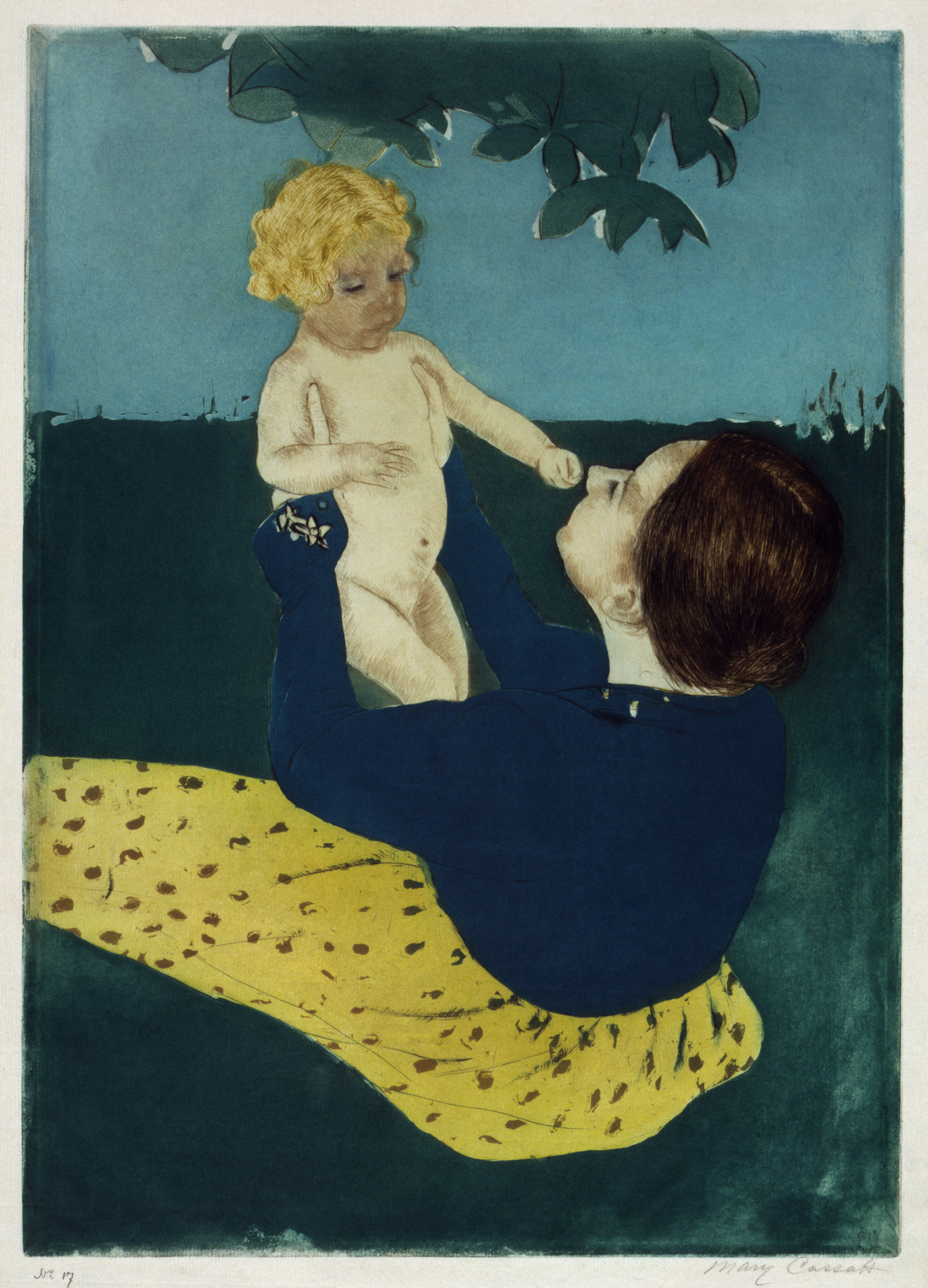
Under the Horse Chestnut Tree by ماري كاسات, drypoint and aquatint print, 1898.

الوالدان هما المسلان عن أبنائهم الذين هم من نسلهم. عند الابناء، يكون لأحد الوالدين طفل (حيث يعود الطفل إلى نسل الاب، وليس إلى مرحله عمريه). يمكن للطفل ان يحصل على اب أو ام أو أكثر.

## الوالدان البيولوجيان وغير البيولوجيين
مثل الأمهات، يمكن تصنيفهم وفقا لعلاقة الآباء البيولوجية أو الاجتماعية أو القانونية مع الطفل. تاريخيا، كانت الأبوة علاقة بيولوجية حاسمة للأبوة. ومع ذلك، فقد كان إثبات الأبوة بحد ذاته مشكلة وغالبا ما تحدد القواعد الاجتماعية من هو الذي يعتبر بمثابة الأب على سبيل المثال زوج الأم.

## الأبآء البيولوجيون واختبار الأبوة

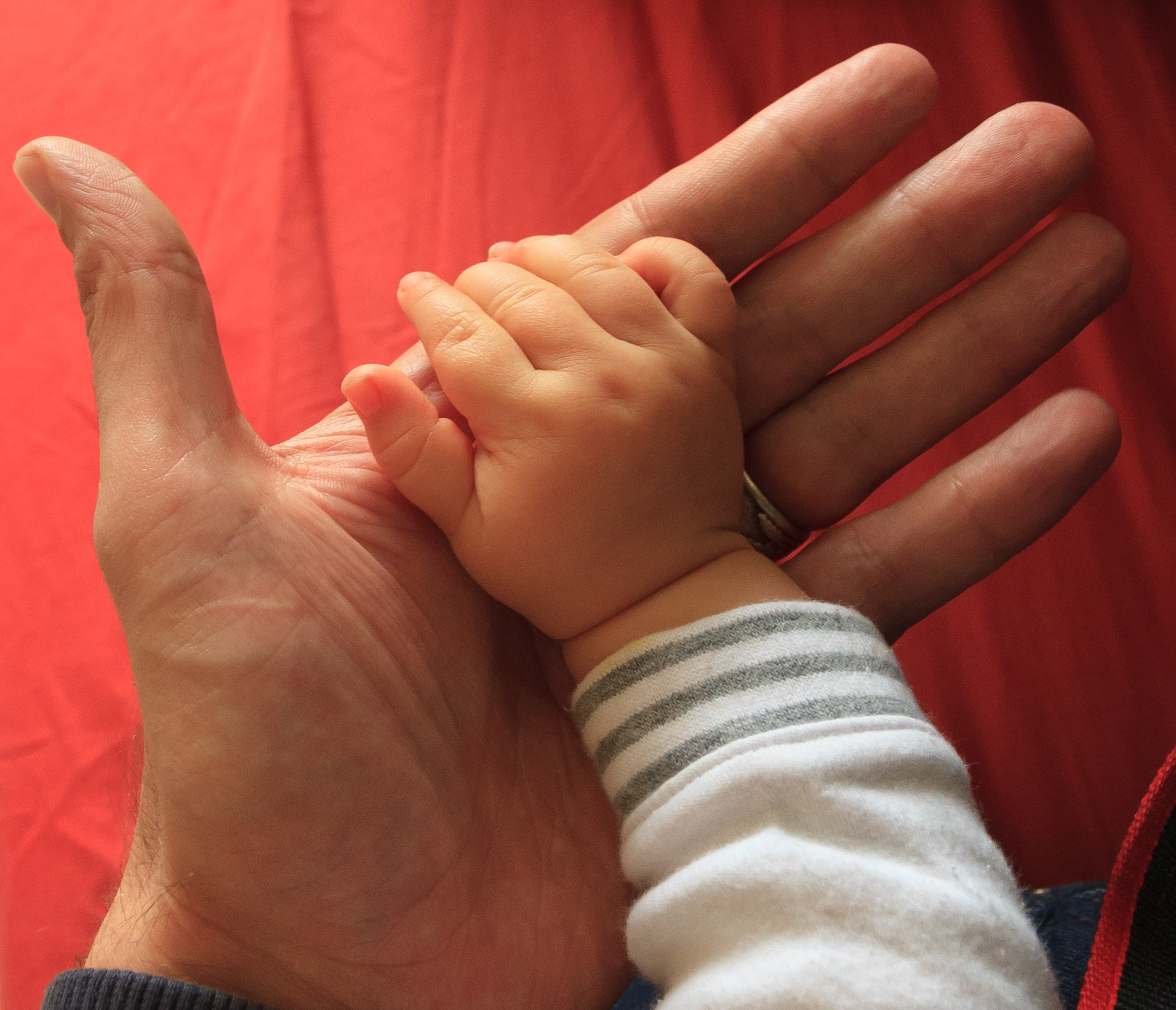
الأبوة مسؤولية بطابع قدسي

الوالد البيولوجي مصطلح يشير إلى الوالدين البيلوجيين الذي هم الأم أو الأب البيولوجي للفرد. بينما الام والاب نفسهم كثيرا ما يكون لهم والدين بيلوجيين، فإنه نادرا ما يستخدم ما لم يكن هناك فرق واضح بين الذين كانو بمثابة والديهم والذين ورثوا منهم نصف جيناتهم.
على سبيل المثال، قد ينادي الشخص الذي تزوج والده بزوجة جديدة بزوجة أب ويستمر بمناداة والدته بأمي بشكل طبيعي، بينما الشخص الذي كان على اتصال قليل أو معدوم بوالدته البيولوجية ينادي والدته بالتبني أمي، وكذالك والدته البيلوجيية، أو ينادي والدته البيلوجية بإسمها الأول.

### مشاكل الوالدين
يتم إجراء اختبار أبوة لإثبات الأبوة، ما إذا كان الرجل هو الأب البيولوجي للفرد (الطفل). وقد يكون هذا مرتبطاً بحقوق وواجبات الأب. وبالمثل، يمكن إجراء اختبار الأمومة وهو أقل شيوعاً، بسبب وجود الحمل والولادة، تكون الأم البيلوجية معروفه إلا في حالة وجود الحمل الذي يتم عن طريق نقل الأجنة أو التبرع بالبويضة. ومع ذلك، يتم استخدامه في عدد من الأحداث مثل المنازعات القانونية حيث يجب على الشخص اثبات الأمومة أو حينما تكون الأم غير متأكدة لأنها لم ترى طفلها لفترة طويلة من الزمن أو عندما نكون بحاجه لمعرفة الشخص المتوفى.
وإن لم يشكل اختبار الأبوة أدلة موثوق بها تماما فهناك صفات خلقية عدة مثل شحمة الأذن المرفقة أو ذروة الأرملة (نقطة في الشعر في أوسط الجبين على شكل v) أو الذقن المشقوق، قد تكون بمثابة مؤشرات أولية لإثبات الأبوة او لإثبات عدمها كما يمكن ملاحظتها بسهولة ويتم توارثها عن طريقة جسمية مسيطرة في الجينات.
وهناك أيضا طريقة أكثر ثقة لتأكد من الأبوة وهي عن طريق تحليل الحمض النووي (البصمة الوراثية المعروفة للشخص) وكذالك الوسيلة الأقدم والتي هي معرفة فئة الدم وتحليل العديد من البروتينات والإنزيمات أو باستخدام مضادات الكريات البيضاء. التقنيات المستخدمة حاليا لاختبار الأبوة تقنية استخلاص الحمض النووي وتقنية متابعة تسلسل الحمض النووي، وتشكل البصمة الوراثية الجزء الأكبر حيث إنها تشمل جميع التقنيات.

## الأم
الأم هي المرأة التي حملت وأنجبت والتي قد تربي طفلها وحدها. وبسبب التعقيدات واختلاف مفهوم الأم اجتماعياً وثقافياً واختلاف قواعد الدين وتعاريفه، فإن تعريف الأم يمثل تحدياً لكي يتناسب مع تعريف مقبول عالمياً. مايعادلها عند الذكر هو الأب.

## الأب
يعرف الأب بأنه الوالد لكل أبنائه. صفة «الأب» تعود إلى الوالد، موازاةً مع «الأم» الوالدة. الفعل ولد يعني التناسل وإنجاب الطفل والتي تستمد أيضاً من الفعل الأبوة.

## الجد
الأجداد هما والدا والديك، سواء كان الأب أو الأم. كل مخلوق تم استنساخه جنسيا هو عباره عن الوهم الجيني والحد الأقصى جينيا لديه هو أربعة أجداد، وثمان جينات من والدا أجداده، وستة عشر جينات من والدا والدا اجداده..وهكذا. وهذه حالة نادرًا ما تحدث عند الأخ والأخت أو الأخ والأخت غير الشقيقين ويسمى زنا المحارم، حيث أن هذة الأرقام أقل مما ذكر.

## النزاع بين الوالدين والأبناء
يوصف صراع الآباء والأبناء بالنزاع التطوري الناشئه عن الاختلافات في انسجام الآباء والأمهات مع أبنائهم. يميل الوالدين إلى زيادة عدد أبنائهم، يمكن لأبنائهم زيادة الانسجام من خلال الحصول على مشاركة رائعة مع الوالدين من خلال التنافس مع أقربائهم. اقترح روبرت تريرفوس نظرية في عام 1974، حيث وسع بشكل عام نظرية الجينات الأنانية واستخدمها لشرح العددي من الظواهر البيلوجية المرصودة. على سبيل المثال، عند بعض أنواع الطيور، تبيض الأم بيضتان وتحاول زيادة اثنتان أو أكثر. الوليد الأقوى يأخذ حصة أكبر من الطعام الذي يحضره الأهل وغالبا ما يقتل الأضعف من إخوته وهو عمل معروف باسم قتل الأقارب.
قد جادل ديفيد هيج عن فرضية تلقت دعماً تجريبي، وهي أن الجينات الجنينية البشرية سيتم اختيارها لجذب المزيد من المصادر من الأم وأنه أمر مثالي للأم ان تعطي. المشيمة، على سبيل المثال، تفرز هرمونات متغاير الإفرازات التي تقلل من حساسية الأم من الأنسلوين وبالتالي يجعل توريد السكر في الدم متاح بشكل أكبر للجنين. تستجيب الأم عن طريق زيادة مستوى الأنسولين في مجرى دمها، وتحفز المشيمة عند استقبالها الأنسولين لإنتاج إنزيم الأنسولين والتي تتصدى لهذا التأثير.

## المثلي مزيج بين الجنسين
الطفل لديه أب بيلوجي وأم بيلوجية، وليس كل عائلة نووية تكون تقليدية. هناك العديد من البدائل مثل، التبني والأبوة والأمومة المشتركة و step-families(عضو واحد فقط من الزوجين لديها طفل أو أطفال من قبل)و إدعاء الشواذ بالأمومة والأبوة وهنا يكمن الموضوع الأكثر جدلاً. العلوم الأدبية الاجتماعية ترفض وجود والدين من مثلي الجنس أو وجود والدين من نفس الجنس وذلك يجل الأطفال والمراهقين يعانون من العيوب التنموية مقارنةً مع الأطفال والمراهقين الذين والديهم من الجنس الأخر. اتفق بالإجماع المهنيين والجمعيات الرئيسية أن لا وجود لمثلي الجنس من الآباء والمهات. الدراسات الأسرية الأدبية تدل على عمليات أسرية مثل، (نوعية الأبوة والأمومة والعلاقات داخل الأسرة) التي تساهم في تحديد السعادة «النتائج» بدلاً من الهيكل الأسري مثل، عدد ونوع الجنس والجنس وحالة التعايش مع الوالدين.

## وصلات خارجية
- National Educational Network, Inc. (NENI) – free online resources for parent education, curriculum. They also have a parent blog with information about child care, afterschool, trends in education, tutoring, college, grants, etc.
- "Parents". الموسوعة الكاثوليكية. نيويورك: شركة روبرت أبيلتون. 1913. – A الكنيسة الرومانية الكاثوليكية view of the position of parents.